# Stenopisthes frenchi
Stenopisthes frenchi är en skalbaggsart som beskrevs av Blackburn 1894. Stenopisthes frenchi ingår i släktet Stenopisthes och familjen Cetoniidae. Inga underarter finns listade i Catalogue of Life.